# Laevidentalium coruscum
Laevidentalium coruscum är en blötdjursart som beskrevs av Henry Augustus Pilsbry 1905. Laevidentalium coruscum ingår i släktet Laevidentalium och familjen Laevidentaliidae. Inga underarter finns listade i Catalogue of Life.